# Nonostante Clizia
Nonostante Clizia è il dodicesimo romanzo di Andrea G. Pinketts, pubblicato da Arnoldo Mondadori Editore nel 2003.

## Trama
Quale potrebbe essere la miglior morte per Lazzaro Santandrea, se non la resurrezione? Come il suo celebre omonimo, anche Santandrea rivive. Nonostante Clizia, l'infermiera che ne aveva decretato (erroneamente) la morte. La storia inizia a Savona, dove Lazzaro ha ricevuto un colpo di pistola che ne aveva finto il decesso. Fortunatamente, le cose si sistemano, e il nostro eroe può tornare a Milano, dove lo aspettano la madre e gli amici di sempre. Un'altra storia in cui Pinketts riesce a fondere vari scenari contemporanei e molti orrori metropolitani: tra lotte siculo-cinesi, uomini che si travestono e top-model, la vicenda scorre via, appassionando sempre più il lettore.

## Edizioni
- Andrea G. Pinketts, Nonostante Clizia, collana Piccola Biblioteca Mondadori, Arnoldo Mondadori Editore, 2003,  p. 286, ISBN 88-04-52769-2.